# Iliaca
Iliaca (in italiano La caduta di Troia) è un poema epico giuntoci in frammenti dello scrittore latino Marco Anneo Lucano. L'opera trattava delle ultime fasi della guerra di Troia e della sconfitta della città da parte dell'esercito della Grecia.

## Trama

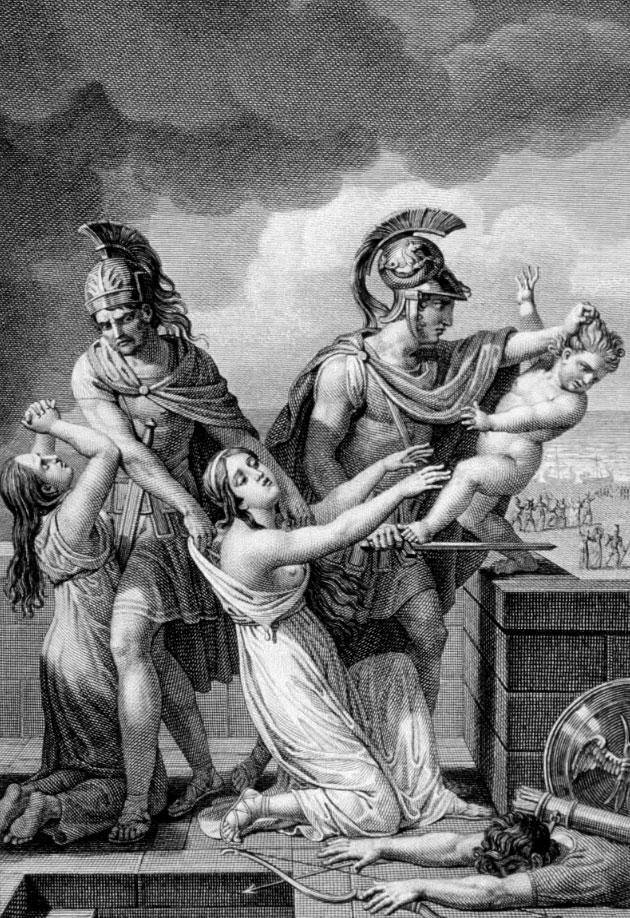
Neottolemo uccide Astianatte mentre Ulisse tiene ferma Ecuba e Andromaca

Giunti al decimo anno della guerra, i greci sono stanchi: la scusa di Menelao di riprendersi la sposa non regge più e i soldati (e anche Agamennone) vogliono tornarsene a casa per riabbracciare le famiglie. Così l'eroe più astuto di tutti Ulisse pensa di costruire un grande cavallo di legno che possa contenere un buon numero di valorosi per entrare in città e allo stesso tempo di far allontanare dietro un'isoletta vicina il resto dell'armata achea.
Avviene la costruzione che viene lasciata sulle rive del mare con un'iscrizione dedicata alla dea Atena. I troiani si recano a vedere il colosso, ma non sanno se bruciarlo o portarlo in città per onorare la dea; non credono neanche alla testimonianza del povero Sinone. Egli era cugino di Ulisse che lo ha usato per completare l'inganno ai troiani, facendolo trovare legato sulla spiaggia davanti ad un altare per i sacrifici dimodoché egli dicesse ai troiani di essere scampato alla morte mediante lo sgozzamento per una folata d vento fornita da Atena, facendo partire i greci per sempre. Quando il sacerdote Laocoonte impreca gridando che il cavallo è un piano ordito da Ulisse per ingannare i troiani e la profetessa Cassandra urla che il mostro di legno vomiterà demoni nemici, Priamo i troiani decidono di lasciarli perdere e di portare il cavallo in città, distruggendo gran parte dell'arco delle Porte Scee per far entrare la costruzione.
Quella notte i greci escono dal ventre del cavallo, facendo segnale alle navi in mare di avvicinarsi e si danno all'assedio più sfrenato, spazzando via Troia una volta per tutte. Deifobo, morto Paride in un duello con l'arciere Filottete, si sposò con Elena e così Menelao, trovandoli insieme, tagliò a pezzi il corpo del nemico per poi finirlo con la lancia.
Intanto Enea scappava con il padre Anchise e il figlio Ascanio tra le braccia per fondare una nuova città verso Occidente.